# Louky u rybníka Proudnice
Přírodní rezervace Louky u rybníka Proudnice byla vyhlášena roku 1994 a nachází se jižně od obce Žiželice. Důvodem ochrany jsou mokřady i sušší louky s hojným výskytem vstavačovitých, hnízdiště ptactva.

## Popis oblasti
Vlhké slatinné louky a rákosiny rybníka Proudnice jsou biotopem mnoha ohrožených druhů rostlin a rovněž významnou ornitologickou lokalitou. Roste zde například prstnatec májový (Dactylorhiza majalis), prstnatec pleťový (Dactylorhiza incarnata), vstavač bahenní (Orchis palustris), pěchava slatinná (Sesleria uliginosa) a velká řada bahenních pampelišek (Taraxacum sect. Palustria). Z ptáků zde žijí moták pochop (Circus aeruginosus), čejka chocholatá (Vanellus vanellus) a četné druhy rákosníků. Byl zde pozorován břehouš černoocasý (Limosa limosa) či bukač velký (Botaurus stellaris).

## Galerie

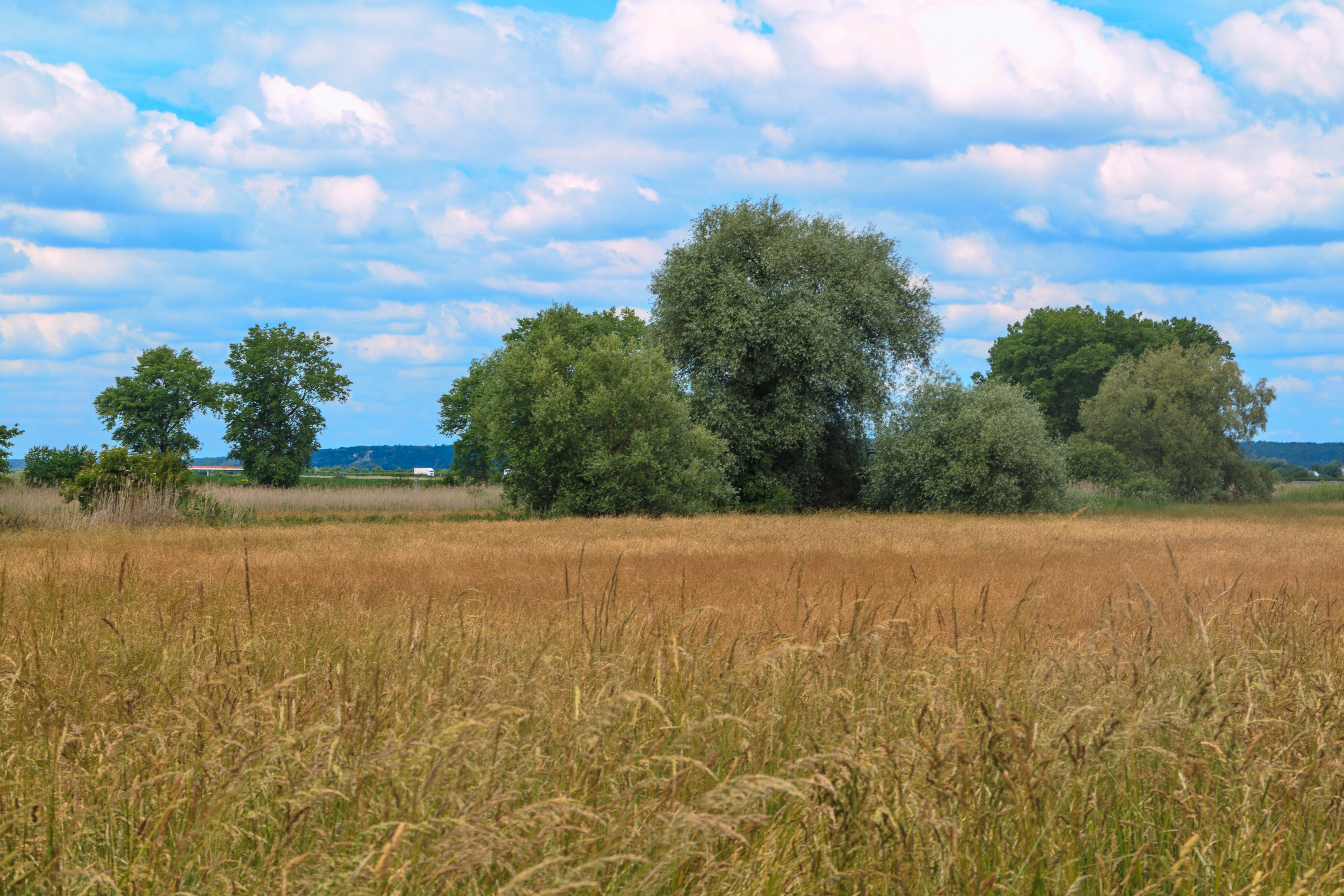
PR Louky u rybníka Proudnice
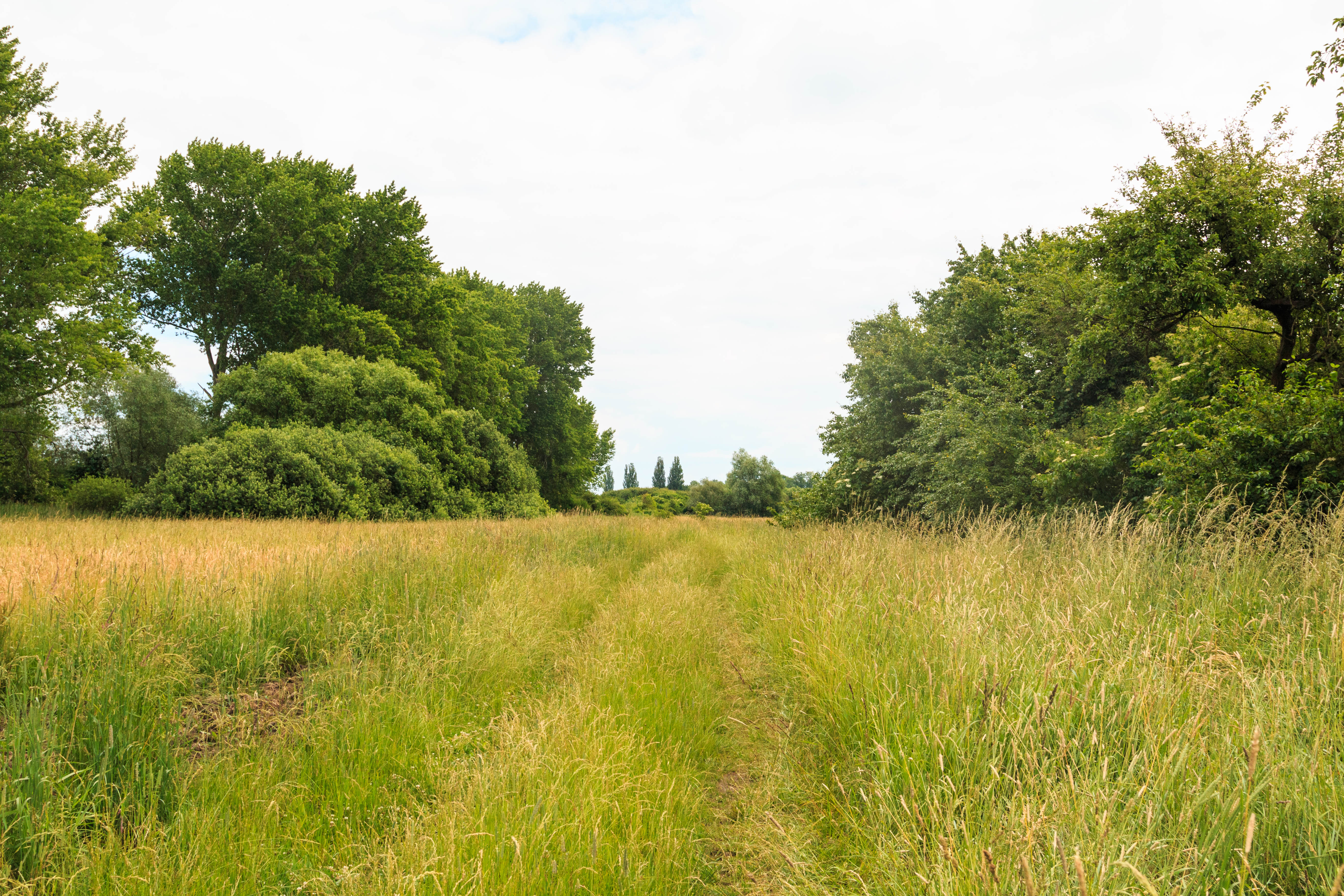
PR Louky u rybníka Proudnice
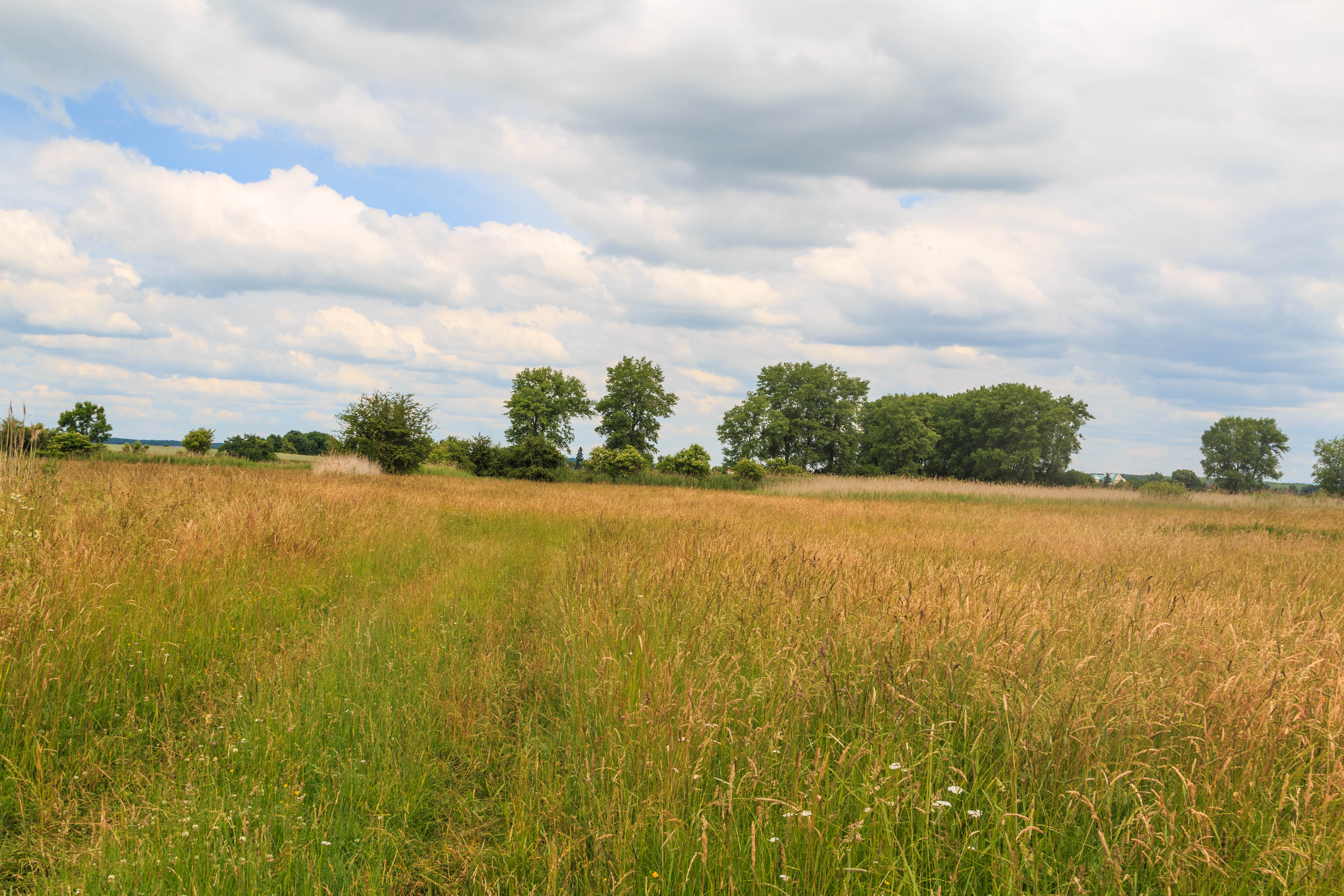
PR Louky u rybníka Proudnice
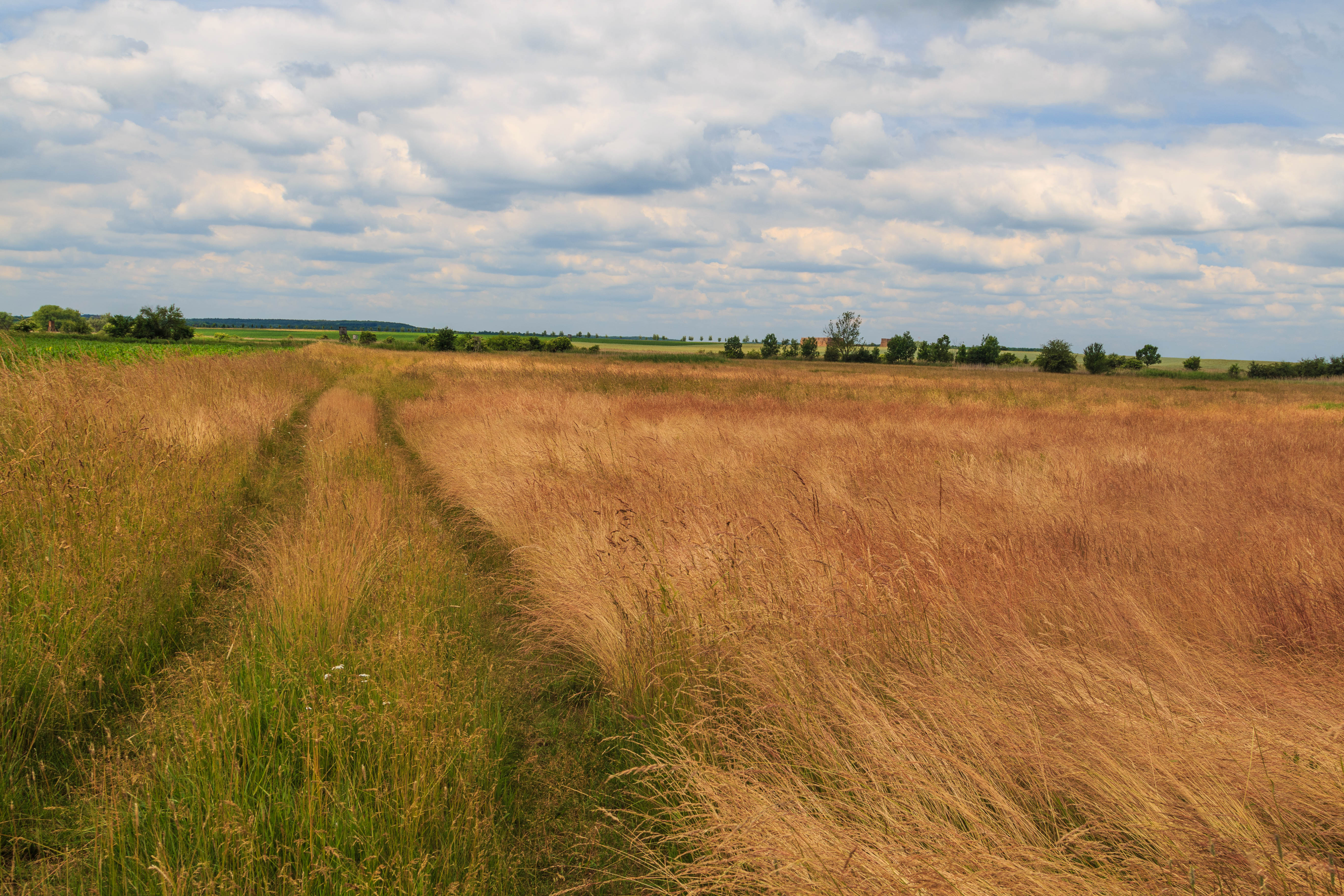
PR Louky u rybníka Proudnice